# Václav Hošek
Václav Hošek (ur. 18 sierpnia 1909 w Unhošťi, zm. w czerwcu 1943 w Bayreuth) – czechosłowacki lekkoatleta.
Hošek urodził się 18 sierpnia 1909 w Unhošť. W 1922 wraz z rodziną przeprowadził się do Horníego Bezděkova, a w 1924 wrócił do rodzinnej miejscowości. Tam ukończył zawodową szkołę introligatorstwa, a następnie szkołę biznesową. Lekkoatletykę zaczął uprawiać w 1931 podczas służby wojskowej. W 1935 zapisał się do klubu SK Kladno, a w latach 1938–1940 był zawodnikiem Sparty Praga. W latach 1935–1940 zostawał mistrzem Czechosłowacji w biegach przełajowych.
W 1936 wystartował na igrzyskach olimpijskich w 1936 w biegu na 3000 metrów z przeszkodami. Odpadł wówczas w pierwszej rundzie, zajmując przedostatnie, 8. miejsce w swoim biegu eliminacyjnym z nieznanym czasem.
W 1940 zwyciężył w biegu Běchovice-Praga. W czasie okupacji przebywał w obozie koncentracyjnym. Zginął zastrzelony w czerwcu 1943 podczas ucieczki z niego.

## Rekordy życiowe
- Bieg na 3000 metrów z przeszkodami – 10:09,4 (1935)

## Literatura dodatkowa
- Karel Kozák. Král přespolních běžců Václav Hošek. „Listy z Unhošťska”. 38/2005, s. 34–39, 2005. (cz.).
- Jaroslav Vykouk. Zanechali stopu v historii Kladenska. „Kladenský deník”. 8 (246), s. 19, 2003-10-20. ISSN 1212-5814. (cz.).